# Ожгів
О́жгів (до 1952 року хутір) — село в Україні, у Звягельському районі Житомирської області. Населення становить 24 особи (2001).

## Історія
У 1906 році — хутір Чуднівської волості Житомирського повіту Волинської губернії. Відстань від повітового міста 34 верст, від волості 13. Дворів 10, мешканців 108.

## Населення

### Мова
Розподіл населення за рідною мовою за даними перепису 2001 року:
| Мова       | Кількість | Відсоток |
| ---------- | --------- | -------- |
| українська | 24        | 100%     |